# Igreja de São Domingos (Elvas)
A Igreja de São Domingos de Elvas, também designada por Convento de São Domingos, Igreja dos Dominicos ou Convento de Nossa Senhora dos Mártires, localiza-se na freguesia da Assunção, Ajuda, Salvador e Santo Ildefonso da cidade alentejana de Elvas, em Portugal.
A igreja, antes parte de um convento dominicano fundado no século XIII, é um grande representante da arquitetura gótica mendicante na região do Alentejo. Está classificada como Monumento Nacional por Despacho do Governo, de 16 de Junho de 1910.
Localizado no centro histórico da cidade, a Igreja de São Domingos é parte do conjunto da Cidade-Quartel Fronteiriça de Elvas e as suas Fortificações, inscrita como Património Mundial da UNESCO. Está classificada como Monumento Nacional desde 1910.

## História
O Convento de São Domingos de Elvas foi fundado a 20 de Fevereiro de 1267 por ordem de D. Afonso III, após a segunda e definitiva reconquista do povoado. O lugar escolhido ficava junto ao da Ermida de Nossa Senhora dos Mártires, actualmente inexistente, onde haviam sido sepultados os cristãos mortos na tomada da povoação aos mouros. A fundação do convento esteve, assim, ligada à necessidade de afirmar a fé cristã na antigo povoado muçulmano. Além do convento, foram construídos no local uma albergaria e um hospício (hospital).

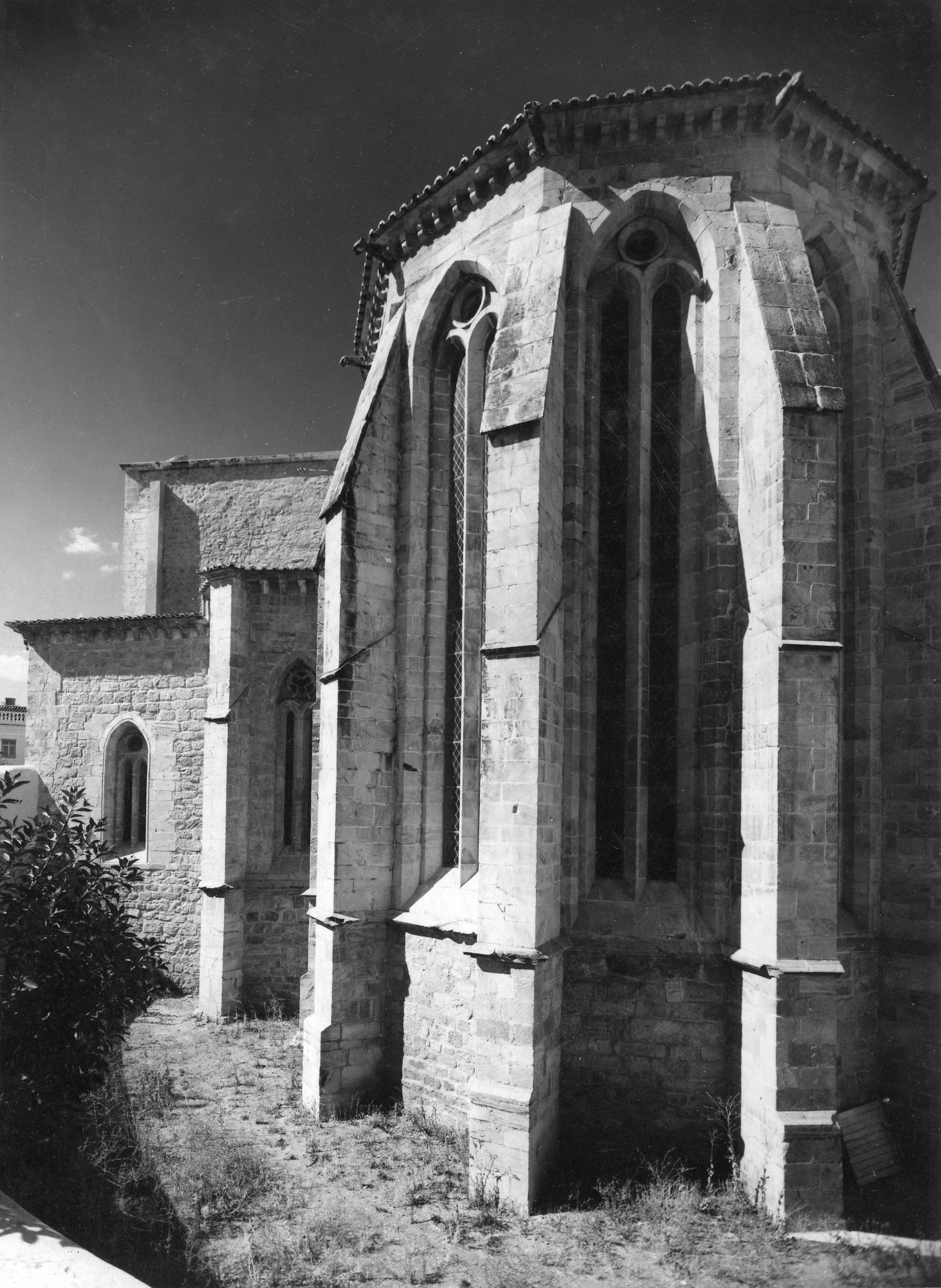
Ábside gótica da Igreja dos Dominícos de Elvas.

As obras do convento e igreja foram lentas e arrastaram-se até o século XV, dependendo de doações realizadas por particulares e o patrocínio régio de D. João I. Em princípios do século XVI o templo estava terminado, como se pode apreciar num desenho de 1509 realizado por Duarte d'Armas.
A partir de 1553 foi realizada uma grande reforma ordenada por D. João III que modificou grandemente o edifício. A fachada foi demolida e uma nova foi construída no século seguinte. Em 1590 foi realizado o retábulo da capela-mor da igreja, em estilo maneirista, pelo pintor Simão Rodrigues. Também no século XVII foi destruído a hospício para a reforma das fortificações de Elvas. No século XVIII o interior foi muito alterado com a colocação de novos altares e azulejos lisboetas nas paredes laterais ilustrando a vida de São Domingos. A cobertura das naves e as bases e capitéis das colunas da igreja também foram modificadas no século XVIII.

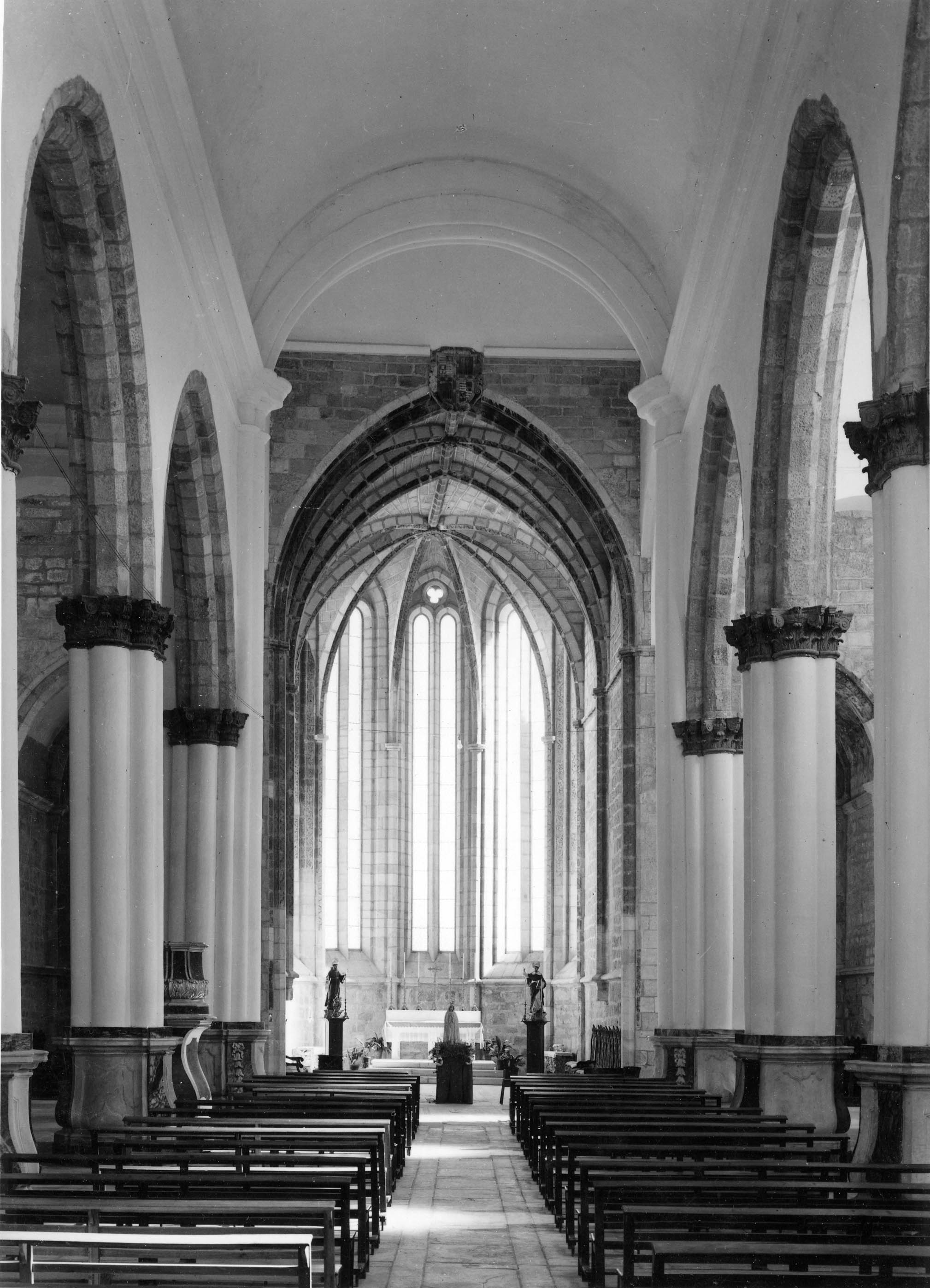
Interior da Igreja dos Dominícos de Elvas.

Em 1834, com a abolição das ordens religiosas em Portugal, o convento foi convertido em quartel militar. Nos anos 30 e 40 do século XX a igreja do convento foi restaurada. Várias obras de arte - como o retábulo da capela-mor - foram retirados para restituir a "pureza" gótica do monumento.Todos os quadros da capela mor estão hoje na igreja do Cemitério de Elvas.

## Arquitectura e arte
A igreja do Convento de São Domingos é um típico representante do gótico mendicante de Portugal. A igreja possuía uma nave central mais alta flanqueada por duas naves laterais de menor altura. O transepto é saliente e a ábside possui uma capela-mor e quatro capelas laterais. Da obra gótica do convento sobrevive justamente a ábside com suas cinco capelas, sendo a capela-mor de planta poligonal. Cada capela está coberta por abóbadas de cruzaria de ogivas e grandes janelões de arcos duplos separados por um colunelo. Externamente os volumes da ábside estão claramente marcados e a grande capela-mor poligonal está delineada por grandes contrafortes coroados com gárgulas. Outro vestígio medieval são os arcos ogivais que separam as naves, ainda que os capitéis e as bases das colunas são obra do século XVIII.
No século XVIII, a igreja, teve grandes remodelações. Nessa altura, esta foi decorada e ornamentado com vários elementos barrocos (talhas douradas, mármores) alterando assim o seu aspecto. Hoje emcontramos ainda a fachada e metade do templo ainda com o estilo barroco. 
O frontispício cenográfico da igreja, em estilo maneirista, é obra do século XVII e assemelha-se ao de igrejas jesuíticas portuguesas da época. Há três portais, sendo que o principal exibe os brasões da Ordem dos Dominicanos e as armas reais. No alto da fachada há um nicho com uma grande estátua de São Domingos, em mármore.
No Museu Municipal de Elvas encontra-se actualmente o retábulo maneirista realizado c. 1590 pelo pintor Simão Rodrigues, composto por oito tábuas. Também no museu encontra-se uma imagem de mármore do século XIII proveniente da igreja, representando Nossa Senhora dos Mártires, realizada em Coimbra ou Évora.
Em 1947, por ordem do Estado Novo, várias igrejas portuguesas que eram do estilo gótico e que tinham sido ornamentadas com o estilo barroco, tiveram grandes obras no intuíto de se lhe restituírem o estilo original, o gótico.Esta igreja também lhe foram retirados alguns elementos de barroco principalmente os 5 retábulos de talha dourada pertencentes à abside e ao transepto, entre outros vestígios do barroco.